# Автошлях Т 2415
Автошля́х Т 2415 — автомобільний шлях територіального значення у Черкаській та Кіровоградській областях. Пролягає територією Звенигородського та Голованівського районів через Тальне — Кам'янече — Нерубайку — Голованівськ — Благовіщенське. Загальна довжина — 97,2 км.

## Маршрут
Автошлях проходить через такі населені пункти:
| Автошлях Т 2415        |        |
| Черкаська область      |        |
| Звенигородський район  |        |
| Тальне                 | Т 2411 |
| Майданецьке            |        |
| Кіровоградська область |        |
| Голованівський район   |        |
| Кам'янече              |        |
| Нерубайка              | E50М12 |
| Підвисоке              |        |
| Копенкувате            |        |
| Перегонівка            | Т 2416 |
| Краснопілля            |        |
| Межирічка              |        |
| Голованівськ           | Н24    |
| Голованівськ           |        |
| Новоселиця             |        |
| Благовіщенське         | E95М05 |